# ألبرت بوبور
ألبرت بوبور (Albert Pobor) (مواليد 29 مايو 1956) هو مدرب كرة قدم.

## وصلات خارجية
- ألبرت بوبور على موقع قاعدة بيانات كرة القدم.إي يو (الإنجليزية)
- ألبرت بوبور على موقع Soccerway.com (الإنجليزية)
- ألبرت بوبور على موقع عالم كرة القدم.نت (الإنجليزية)
- J.League Data Site (باليابانية)